# 迪士尼線
迪士尼線（ディーシニーせん、ディズニーせん）は、香港の欣澳駅から迪士尼駅までを結ぶ香港鉄路有限公司（香港MTR）の鉄道路線である。ラインカラーは■ピンク。

## 概要
2005年9月12日に開業した香港ディズニーランドへのアクセス路線として、欣澳駅 - 迪士尼駅間をおよそ3分間で結ぶ。
全区間単線で、途中駅はない。ただし、多客時の輸送に対応できるよう、インスピレーションレーク（迪欣湖）沿いに信号場があり、列車交換のほか、閑散時に待機させる列車を留置することができる。
起点の欣澳駅は2005年6月1日に開業したが、迪士尼線の路線部は香港ディズニーランドの開業前の8月1日に供用された。欣澳駅では東涌線と接続する。

## 路線データ
- 複線区間：欣澳駅 - 迪士尼駅間中間付近
- 電化区間：全線（直流 1,500 V 架線集電方式）
- 地上区間：全線

## 沿革
- 2005年8月1日：欣澳駅 - 迪士尼駅間開通。

## 運行形態
4 - 10分おきに1本間隔で運行されている。

## 使用車両
迪士尼線専用車両に改造されたメトロキャメル電車が使用されている。自動運転のため、通常運転士はいない。元々5ヵ所あった乗降扉を3か所に減らし、座席が増設された。車内にはミッキーマウスのシルエットを模した窓枠とつり革が採用されている。

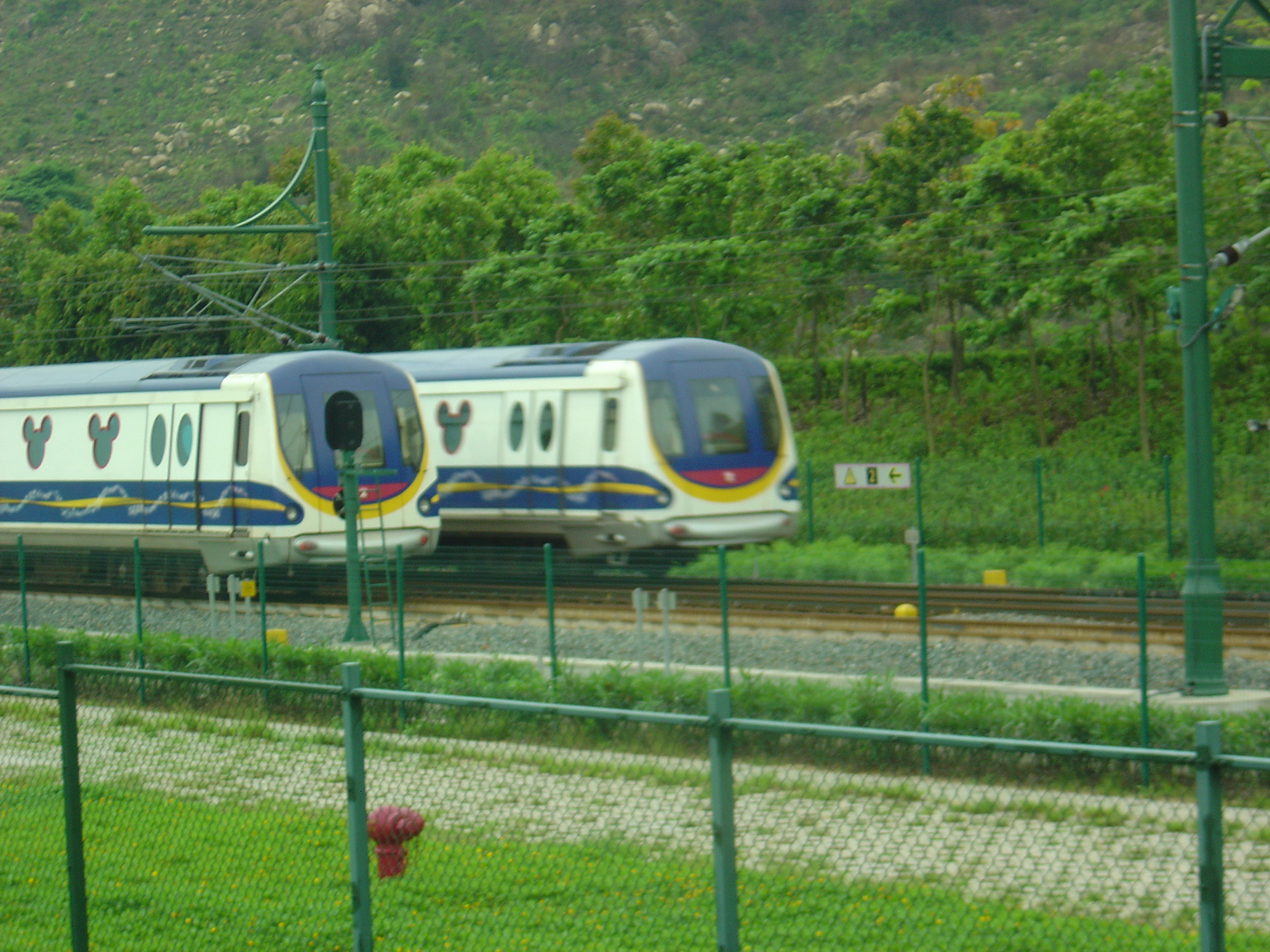
迪士尼線電車
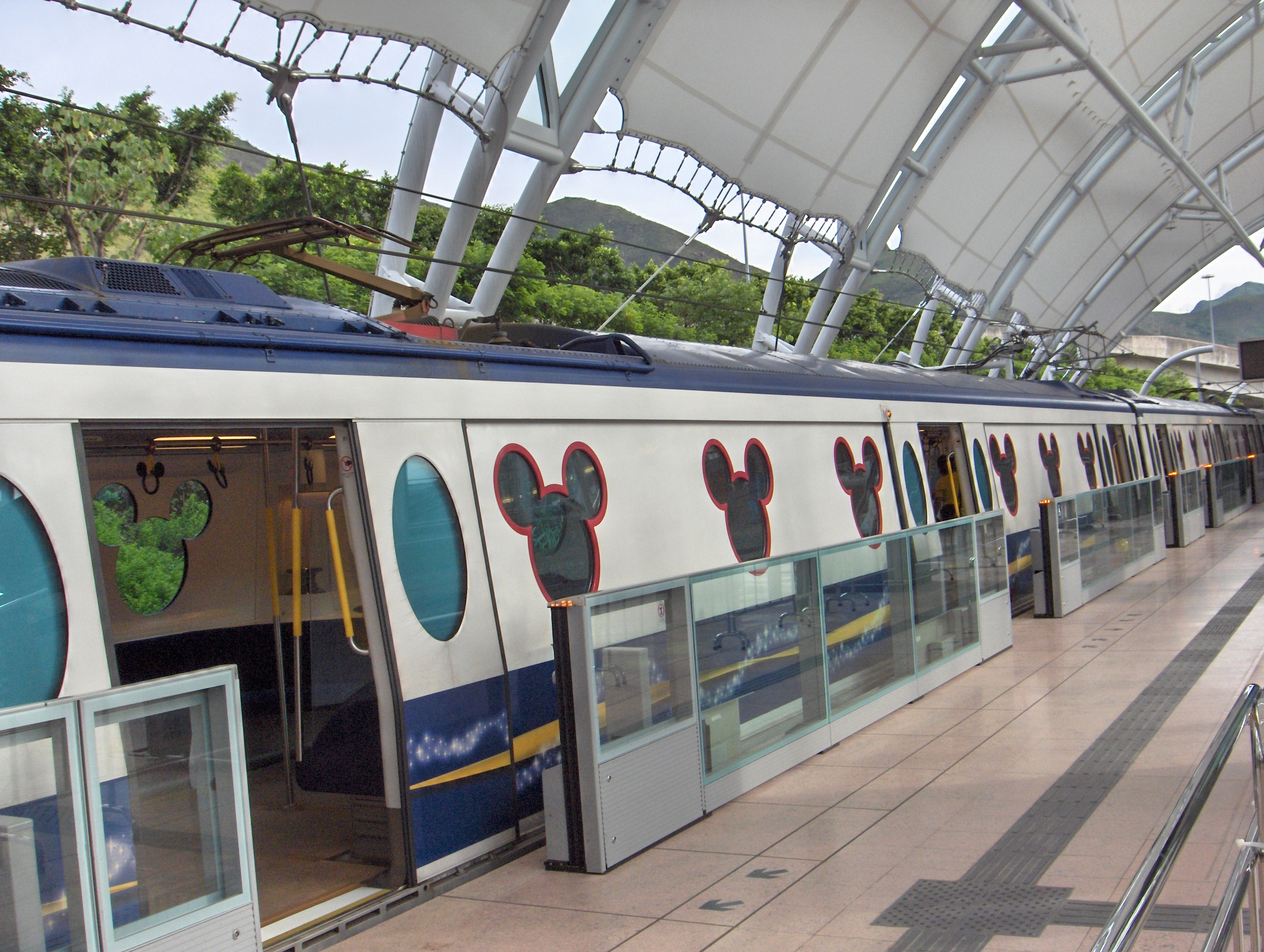
欣澳駅に停車中の電車
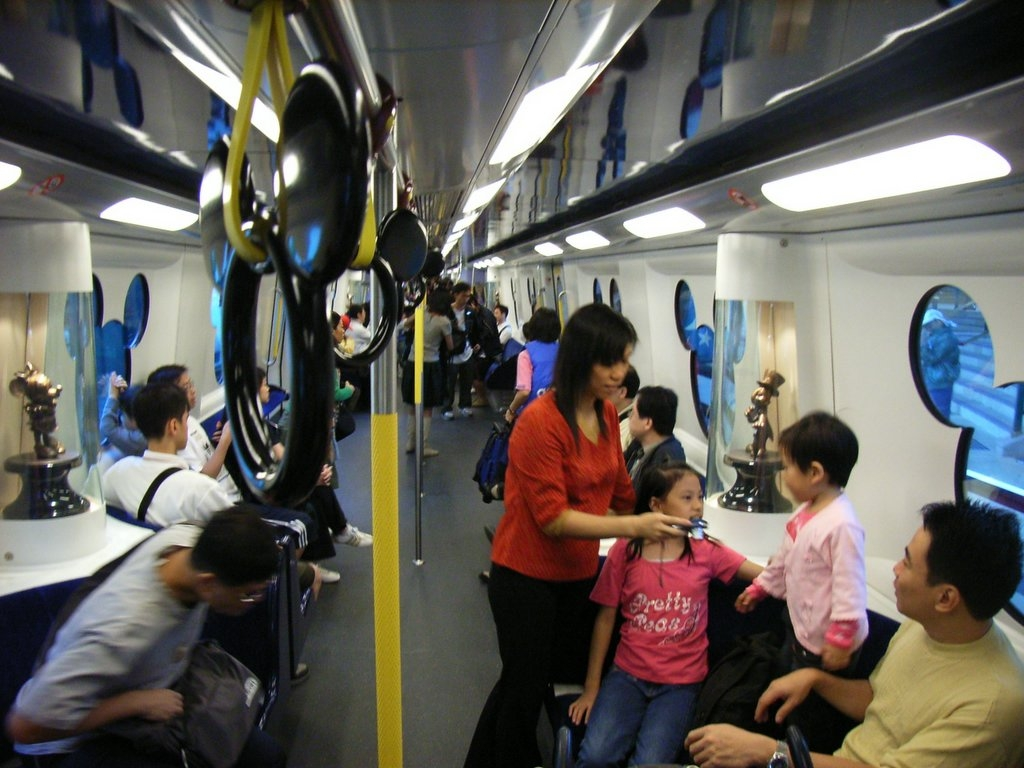
車内

## 駅一覧

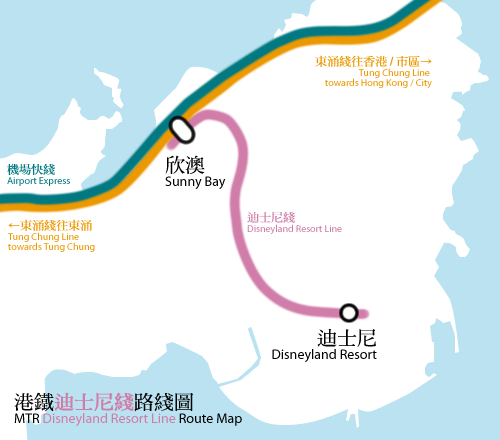
駅路線図

| 駅名     | 駅名         | 駅名         | 駅名              | 開業年月日   | 営業キロ | 乗り換え | 所在地          | 所在地 |
| 日本語   | 繁体字香港語 | 簡体字中国語 | 英語              | 開業年月日   | 営業キロ | 乗り換え | 所在地          | 所在地 |
| 欣澳駅   | 欣澳站       | 欣澳站       | Sunny Bay         | 2005年6月1日 | 0.0      | ■東涌線  | 香港 特別行政区 | 荃湾区 |
| 迪士尼駅 | 迪士尼站     | 迪士尼站     | Disneyland Resort | 2005年8月1日 | 3.5      |          | 香港 特別行政区 | 荃湾区 |